# Le Castellet 240 2020
Navigation
Édition précédente Édition suivante
Le Castellet 240 2020, disputées le 29 août 2020 sur le circuit Paul-Ricard, sont la vingt-huitième édition de cette course, la onzième sur un format de quatre heures, et la troisième manche de l'European Le Mans Series 2020. Cette manche était originellement prévue sur le Circuit de Barcelone, mais en raison de la situation sanitaire en Espagne, elle a été annulée pour être réorganisée au circuit Paul-Ricard

## Qualifications
| Pos. | Classe | N° | Équipe                    | Pilote             | Temps        | Écart        |
| 1    | LMGTE  | 77 | Proton Competition        | Alessio Picariello | 1:54.508     | --           |
| 2    | LMGTE  | 60 | Iron Lynx                 | Nicklas Nielsen    | 1:54.790     | + 0 s 282    |
| 3    | LMGTE  | 51 | AF Corse                  | Daniel Serra       | 1:54.901     | + 0 s 393    |
| 4    | LMGTE  | 74 | Kessel Racing             | David Perel        | 1:54.948     | + 0 s 440    |
| 5    | LMGTE  | 55 | Spirit of Race            | Matt Griffin       | 1:54.966     | + 0 s 458    |
| 6    | LMGTE  | 83 | Iron Lynx                 | Rahel Frey         | 1:55.119     | + 0 s 611    |
| 7    | LMGTE  | 66 | JMW Motorsport            | Finlay Hutchison   | 1:56.462     | + 1 s 954    |
| 8    | LMP2   | 22 | United Autosports         | Filipe Albuquerque | 1:56.951     | + 2 s 443    |
| 9    | LMP2   | 26 | G-Drive Racing            | Jean-Éric Vergne   | 1:56.961     | + 2 s 453    |
| 10   | LMP2   | 30 | Duqueine Team             | Jonathan Hirschi   | 1:57.766     | + 3 s 258    |
| 11   | LMP2   | 24 | Algarve Pro Racing        | Loic Duval         | 1:57.803     | + 3 s 295    |
| 12   | LMP2   | 39 | Graff                     | Thomas Laurent     | 1:58.419     | + 3 s 911    |
| 13   | LMP2   | 32 | United Autosports         | Alex Brundle       | 1:59.189     | + 4 s 681    |
| 14   | LMP2   | 21 | DragonSpeed               | Ben Hanley         | 2:00.164     | + 5 s 656    |
| 15   | LMP2   | 37 | Cool Racing               | Nicolas Lapierre   | 2:00.876     | + 6 s 368    |
| 16   | LMP2   | 25 | Algarve Pro Racing        | Simon Trummer      | 2:01.719     | + 7 s 211    |
| 17   | LMP2   | 50 | Richard Mille Racing Team | Sophia Flörsch     | 2:02.153     | + 7 s 645    |
| 18   | LMP2   | 31 | Panis Racing              | Will Stevens       | 2:03.096     | + 8 s 588    |
| 19   | LMP2   | 28 | IDEC Sport Racing         | Paul-Loup Chatin   | 2:04.102     | + 9 s 594    |
| 20   | LMP2   | 35 | BHK Motorsport            | Sergio Campana     | 2:05.486     | + 10 s 978   |
| 21   | LMP3   | 8  | Realteam Racing           | David Droux        | 2:07.207     | + 12 s 699   |
| 22   | LMP3   | 15 | RLR Msport                | Malthe Jakobsen    | 2:07.564     | + 13 s 056   |
| 23   | LMP3   | 3  | United Autosports         | Duncan Tappy       | 2:08.852     | + 14 s 344   |
| 24   | LMP3   | 2  | United Autosports         | Wayne Boyd         | 2:09.149     | + 14 s 641   |
| 25   | LMP3   | 11 | EuroInternational         | Niko Kari          | 2:09.367     | + 14 s 859   |
| 26   | LMP3   | 13 | Inter Europol Competition | Nigel Moore        | 2:09.802     | + 15 s 294   |
| 27   | LMP3   | 16 | BHK Motorsport            | Gustas Grinbergas  | 2:09.889     | + 15 s 381   |
| 28   | LMP3   | 9  | Graff                     | Vincent Capillaire | 2:09.966     | + 15 s 458   |
| 29   | LMP3   | 10 | Nielsen Racing            | Garett Grist       | 2:10.741     | + 16 s 233   |
| 30   | LMP3   | 7  | Nielsen Racing            | Colin Noble        | 2:12.256     | + 17 s 748   |
| 31   | LMP3   | 4  | DKR Engineering           | Laurents Hörr      | 2:15.452     | + 20 s 944   |
| 32   | LMP2   | 34 | Inter Europol Competition | Matevos Isaakyan   | 2:17.878     | + 23 s 370   |
| 33   | LMP3   | 5  | Graff                     | Luis Sanjuan       | 2:19.556     | + 25 s 048   |
| 34   | LMGTE  | 93 | Proton Competition        | Pas de temps       | Pas de temps | Pas de temps |

## Course

### Classement de la course
Voici le classement provisoire au terme de la course.
- Les vainqueurs de chaque catégorie sont signalés par un fond jauni.
- Pour la colonne Pneus, il faut passer le curseur au-dessus du modèle pour connaître le manufacturier de pneumatiques.

| Pos  | Classe | no | Écurie                    | Pilotes                                                   | Châssis                       | Pneus | Tours | Temps                 |
| Pos  | Classe | no | Écurie                    | Pilotes                                                   | Moteur                        | Pneus | Tours | Temps                 |
| ---- | ------ | -- | ------------------------- | --------------------------------------------------------- | ----------------------------- | ----- | ----- | --------------------- |
| 1    | LMP2   | 22 | United Autosports         | Phil Hanson Filipe Albuquerque                            | Oreca 07                      | M     | 118   | 4 h 00 min 25 s 979   |
| 1    | LMP2   | 22 | United Autosports         | Phil Hanson Filipe Albuquerque                            | Gibson GK428 4,2 l V8 Atmo    | M     | 118   | 4 h 00 min 25 s 979   |
| 2    | LMP2   | 26 | G-Drive Racing            | Roman Rusinov Mikkel Jensen Jean-Éric Vergne              | Aurus 01                      | M     | 118   | + 2 s 618             |
| 2    | LMP2   | 26 | G-Drive Racing            | Roman Rusinov Mikkel Jensen Jean-Éric Vergne              | Gibson GK428 4,2 l V8 Atmo    | M     | 118   | + 2 s 618             |
| 3    | LMP2   | 39 | Graff                     | James Allen Thomas Laurent Alexandre Cougnaud             | Oreca 07                      | M     | 118   | + 12 s 047            |
| 3    | LMP2   | 39 | Graff                     | James Allen Thomas Laurent Alexandre Cougnaud             | Gibson GK428 4,2 l V8 Atmo    | M     | 118   | + 12 s 047            |
| 4    | LMP2   | 31 | Panis Racing              | Julien Canal Nicolas Jamin Will Stevens                   | Oreca 07                      | G     | 118   | + 17 s 673            |
| 4    | LMP2   | 31 | Panis Racing              | Julien Canal Nicolas Jamin Will Stevens                   | Gibson GK428 4,2 l V8 Atmo    | G     | 118   | + 17 s 673            |
| 5    | LMP2   | 25 | Algarve Pro Racing        | John Falb Simon Trummer Gabriel Aubry                     | Oreca 07                      | G     | 118   | + 18 s 818            |
| 5    | LMP2   | 25 | Algarve Pro Racing        | John Falb Simon Trummer Gabriel Aubry                     | Gibson GK428 4,2 l V8 Atmo    | G     | 118   | + 18 s 818            |
| 6    | LMP2   | 34 | Inter Europol Competition | Jakub Śmiechowski René Binder Matevos Isaakyan            | Ligier JS P217                | M     | 118   | + 35 s 222            |
| 6    | LMP2   | 34 | Inter Europol Competition | Jakub Śmiechowski René Binder Matevos Isaakyan            | Gibson GK428 4,2 l V8 Atmo    | M     | 118   | + 35 s 222            |
| 7    | LMP2   | 28 | IDEC Sport Racing         | Paul Lafargue Paul-Loup Chatin Richard Bradley            | Oreca 07                      | M     | 118   | + 40 s 722            |
| 7    | LMP2   | 28 | IDEC Sport Racing         | Paul Lafargue Paul-Loup Chatin Richard Bradley            | Gibson GK428 4,2 l V8 Atmo    | M     | 118   | + 40 s 722            |
| 8    | LMP2   | 32 | United Autosports         | Will Owen Alex Brundle Job van Uitert                     | Oreca 07                      | M     | 118   | + 1 min 17 s 552      |
| 8    | LMP2   | 32 | United Autosports         | Will Owen Alex Brundle Job van Uitert                     | Gibson GK428 4,2 l V8 Atmo    | M     | 118   | + 1 min 17 s 552      |
| 9    | LMP2   | 30 | Duqueine Team             | Tristan Gommendy Jonathan Hirschi Konstantin Tereshchenko | Oreca 07                      | M     | 118   | + 1 min 30 s 449      |
| 9    | LMP2   | 30 | Duqueine Team             | Tristan Gommendy Jonathan Hirschi Konstantin Tereshchenko | Gibson GK428 4,2 l V8 Atmo    | M     | 118   | + 1 min 30 s 449      |
| 10   | LMP2   | 21 | DragonSpeed               | Mémo Rojas Ben Hanley Timothé Buret                       | Oreca 07                      | M     | 117   | + 1 tour              |
| 10   | LMP2   | 21 | DragonSpeed               | Mémo Rojas Ben Hanley Timothé Buret                       | Gibson GK428 4,2 l V8 Atmo    | M     | 117   | + 1 tour              |
| 11   | LMP2   | 50 | Richard Mille Racing Team | Sophia Flörsch Beitske Visser                             | Oreca 07                      | M     | 117   | + 1 tour              |
| 11   | LMP2   | 50 | Richard Mille Racing Team | Sophia Flörsch Beitske Visser                             | Gibson GK428 4,2 l V8 Atmo    | M     | 117   | + 1 tour              |
| 12   | LMP2   | 37 | Cool Racing               | Nicolas Lapierre Antonin Borga Alexandre Coigny           | Oreca 07                      | M     | 117   | + 1 tour              |
| 12   | LMP2   | 37 | Cool Racing               | Nicolas Lapierre Antonin Borga Alexandre Coigny           | Gibson GK428 4,2 l V8 Atmo    | M     | 117   | + 1 tour              |
| 13   | LMP2   | 20 | High Class Racing         | Anders Fjordbach Dennis Andersen                          | Oreca 07                      | M     | 116   | + 2 tours             |
| 13   | LMP2   | 20 | High Class Racing         | Anders Fjordbach Dennis Andersen                          | Gibson GK428 4,2 l V8 Atmo    | M     | 116   | + 2 tours             |
| 14   | LMP2   | 35 | BHK Motorsport            | Francesco Dracone Sergio Campana                          | Oreca 07                      | G     | 114   | + 4 tours             |
| 14   | LMP2   | 35 | BHK Motorsport            | Francesco Dracone Sergio Campana                          | Gibson GK428 4,2 l V8 Atmo    | G     | 114   | + 4 tours             |
| 15   | LMP3   | 8  | Realteam Racing           | Esteban Garcia David Droux                                | Ligier JS P320                | M     | 111   | + 7 tours             |
| 15   | LMP3   | 8  | Realteam Racing           | Esteban Garcia David Droux                                | Nissan VK56 5,6 l V8 Atmo     | M     | 111   | + 7 tours             |
| 16   | LMP3   | 3  | United Autosports         | Duncan Tappy Andrew Bentley                               | Ligier JS P320                | M     | 111   | + 7 tours             |
| 16   | LMP3   | 3  | United Autosports         | Duncan Tappy Andrew Bentley                               | Nissan VK56 5,6 l V8 Atmo     | M     | 111   | + 7 tours             |
| 17   | LMP3   | 13 | Inter Europol Competition | Martin Hippe Nigel Moore                                  | Ligier JS P320                | M     | 111   | + 7 tours             |
| 17   | LMP3   | 13 | Inter Europol Competition | Martin Hippe Nigel Moore                                  | Nissan VK56 5,6 l V8 Atmo     | M     | 111   | + 7 tours             |
| 18   | LMP3   | 15 | RLR Msport                | Malthe Jakobsen James Dayson Robert Megennis              | Ligier JS P320                | M     | 111   | + 7 tours             |
| 18   | LMP3   | 15 | RLR Msport                | Malthe Jakobsen James Dayson Robert Megennis              | Nissan VK56 5,6 l V8 Atmo     | M     | 111   | + 7 tours             |
| 19   | LMP3   | 10 | Nielsen Racing            | Rob Hodes Garett Grist Charles Crews                      | Duqueine M30 - D08            | M     | 110   | + 8 tours             |
| 19   | LMP3   | 10 | Nielsen Racing            | Rob Hodes Garett Grist Charles Crews                      | Nissan VK56 5,6 l V8 Atmo     | M     | 110   | + 8 tours             |
| 20   | LMGTE  | 55 | Spirit of Race            | Duncan Cameron Matt Griffin Aaron Scott                   | Ferrari 488 GTE Evo           | G     | 110   | + 8 tours             |
| 20   | LMGTE  | 55 | Spirit of Race            | Duncan Cameron Matt Griffin Aaron Scott                   | Ferrari F154CB 3,9 l V8 Turbo | G     | 110   | + 8 tours             |
| 21   | LMP3   | 4  | DKR Engineering           | Laurents Hörr François Kirmann Wolfgang Triller           | Duqueine M30 - D08            | M     | 110   | + 8 tours             |
| 21   | LMP3   | 4  | DKR Engineering           | Laurents Hörr François Kirmann Wolfgang Triller           | Nissan VK56 5,6 l V8 Atmo     | M     | 110   | + 8 tours             |
| 22   | LMGTE  | 77 | Proton Competition        | Christian Ried Michele Beretta Alessio Picariello         | Porsche 911 RSR               | G     | 110   | + 8 tours             |
| 22   | LMGTE  | 77 | Proton Competition        | Christian Ried Michele Beretta Alessio Picariello         | Porsche 4,0 l Flat-6 Atmo     | G     | 110   | + 8 tours             |
| 23   | LMGTE  | 83 | Iron Lynx                 | Manuela Gostner Rahel Frey Michelle Gatting               | Ferrari 488 GTE Evo           | G     | 109   | + 9 tours             |
| 23   | LMGTE  | 83 | Iron Lynx                 | Manuela Gostner Rahel Frey Michelle Gatting               | Ferrari F154CB 3.9 L V8 Turbo | G     | 109   | + 9 tours             |
| 24   | LMGTE  | 74 | Kessel Racing             | Michał Broniszewski David Perel Marcos Gomes              | Ferrari 488 GTE Evo           | G     | 109   | + 9 tours             |
| 24   | LMGTE  | 74 | Kessel Racing             | Michał Broniszewski David Perel Marcos Gomes              | Ferrari F154CB 3.9 L V8 Turbo | G     | 109   | + 9 tours             |
| 25   | LMP3   | 11 | EuroInternational         | Niko Kari Nicolas Maulini Jacopo Baratto                  | Ligier JS P320                | M     | 109   | + 9 tours             |
| 25   | LMP3   | 11 | EuroInternational         | Niko Kari Nicolas Maulini Jacopo Baratto                  | Nissan VK56 5,6 l V8 Atmo     | M     | 109   | + 9 tours             |
| 26   | LMGTE  | 60 | Iron Lynx                 | Claudio Schiavoni Rino Mastronardi Nicklas Nielsen        | Ferrari 488 GTE Evo           | G     | 108   | + 10 tours            |
| 26   | LMGTE  | 60 | Iron Lynx                 | Claudio Schiavoni Rino Mastronardi Nicklas Nielsen        | Ferrari F154CB 3,9 l V8 Turbo | G     | 108   | + 10 tours            |
| 27   | LMGTE  | 51 | AF Corse                  | Christoph Ulrich Alexander West Daniel Serra              | Ferrari 488 GTE Evo           | G     | 108   | + 10 tours            |
| 27   | LMGTE  | 51 | AF Corse                  | Christoph Ulrich Alexander West Daniel Serra              | Ferrari F154CB 3,9 l V8 Turbo | G     | 108   | + 10 tours            |
| 28   | LMGTE  | 66 | JMW Motorsport            | Gunnar Jeannette Rodrigo Sales Finlay Hutchison           | Ferrari 488 GTE Evo           | G     | 108   | + 10 tours            |
| 28   | LMGTE  | 66 | JMW Motorsport            | Gunnar Jeannette Rodrigo Sales Finlay Hutchison           | Ferrari F154CB 3,9 l V8 Turbo | G     | 108   | + 10 tours            |
| 29   | LMP3   | 9  | Graff                     | Vincent Capillaire Arnold Robin Maxime Robin (de)         | Ligier JS P320                | M     | 105   | + 13 tours            |
| 29   | LMP3   | 9  | Graff                     | Vincent Capillaire Arnold Robin Maxime Robin (de)         | Nissan VK56 5,6 l V8 Atmo     | M     | 105   | + 13 tours            |
| 30   | LMP3   | 5  | Graff                     | Eric Trouillet Luis Sanjuan Sébastien Page                | Duqueine M30 - D08            | M     | 99    | + 14 tours            |
| 30   | LMP3   | 5  | Graff                     | Eric Trouillet Luis Sanjuan Sébastien Page                | Nissan VK56 5,6 l V8 Atmo     | M     | 99    | + 14 tours            |
| 31   | LMP3   | 16 | BHK Motorsport            | Lorenzo Veglia Gustas Grinbergas Nick Adcock              | Ligier JS P320                | M     | 96    | + 17 tours            |
| 31   | LMP3   | 16 | BHK Motorsport            | Lorenzo Veglia Gustas Grinbergas Nick Adcock              | Nissan VK56 5,6 l V8 Atmo     | M     | 96    | + 17 tours            |
| Abd. | LMP2   | 24 | Algarve Pro Racing        | Henning Enqvist Loic Duval Jon Lancaster                  | Oreca 07                      | G     | 84    | Sortie de route       |
| Abd. | LMP2   | 24 | Algarve Pro Racing        | Henning Enqvist Loic Duval Jon Lancaster                  | Gibson GK428 4,2 l V8 Atmo    | G     | 84    | Sortie de route       |
| Abd. | LMP3   | 7  | Nielsen Racing            | Tony Wells Colin Noble                                    | Duqueine M30 - D08            | M     | 81    | Problèmes électriques |
| Abd. | LMP3   | 7  | Nielsen Racing            | Tony Wells Colin Noble                                    | Nissan VK56 5,6 l V8 Atmo     | M     | 81    | Problèmes électriques |
| Abd. | LMP3   | 2  | United Autosports         | Wayne Boyd Tom Gamble Robert Wheldon                      | Ligier JS P320                | M     | 60    | Radiateur endommagé   |
| Abd. | LMP3   | 2  | United Autosports         | Wayne Boyd Tom Gamble Robert Wheldon                      | Nissan VK56 5,6 l V8 Atmo     | M     | 60    | Radiateur endommagé   |

## Pole position et record du tour
- Pole position :  Alessio Picariello (#77 Proton Competition) en 1 min 54 s 508
- Meilleur tour en course :  Job van Uitert (#32 United Autosports) en  1 min 43 s 060

## Tours en tête
- no 22 Oreca 07 - United Autosports : 30 tours (1-23 / 48-49 / 99-100 / 116-118)[3]
- no 37 Oreca 07 - Cool Racing : 5 tours (24-28)
- no 26 Aurus 01 - G-Drive Racing : 45 tours (29-47 / 68-73 / 94-98 / 101-115)
- no 31 Oreca 07 - Panis Racing : 37 tours (50-67 / 74-92)
- no 25 Oreca 07 - Algarve Pro Racing : 1 tour (93)

## À noter
- Longueur du circuit : 5,771 km
- Distance parcourue par les vainqueurs : 680,978 km